# Société anonyme des Charbonnages du Bois d'Avroy
Pour les articles homonymes, voir Avroy.

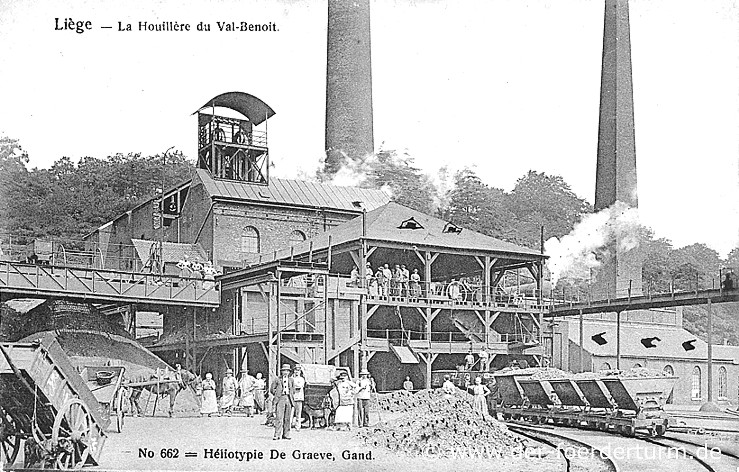
L'ancien charbonnage du Val-Benoit au début du XXe siècle.

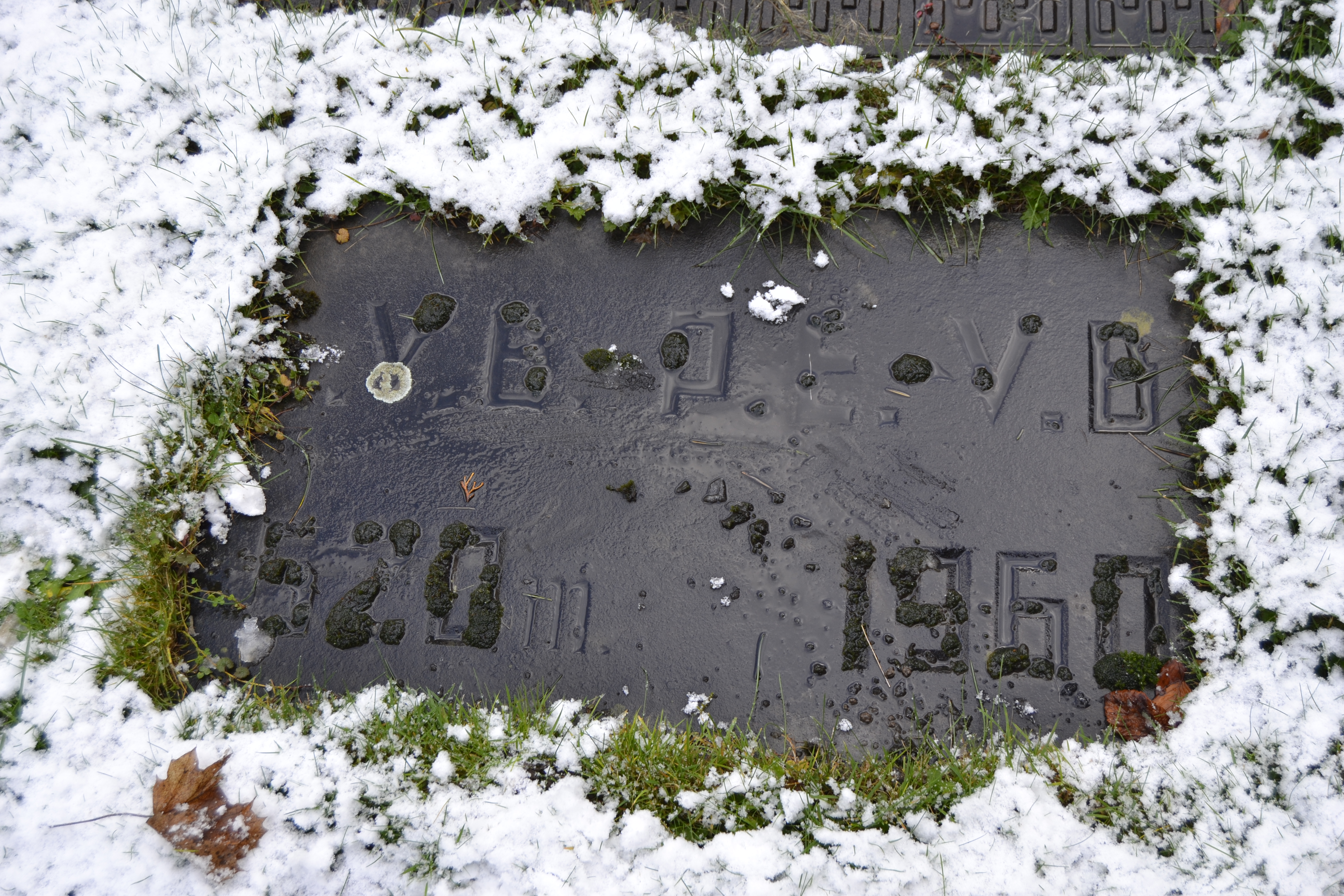
Tombe de l'ancien puits du Val-Benoît.

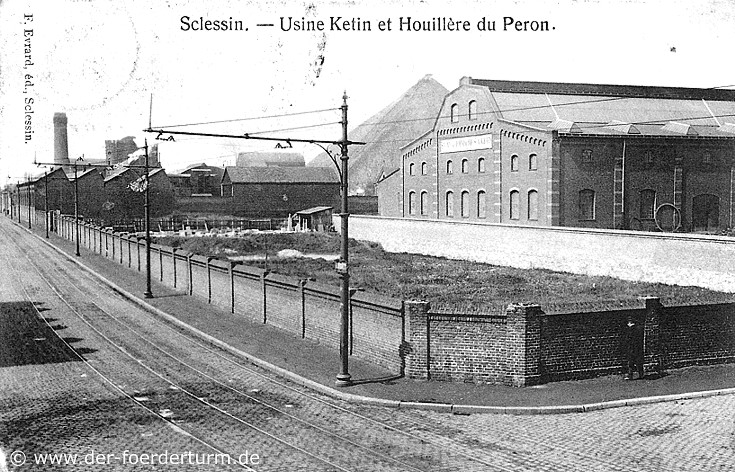
Au fond l'ancienne houillère du Perron et son terril, le long de l'avenue Ernest Solvay à Sclessin. Le stade Maurice Dufrasne du Standard de Liège se trouve hors photo à gauche au niveau du terril.

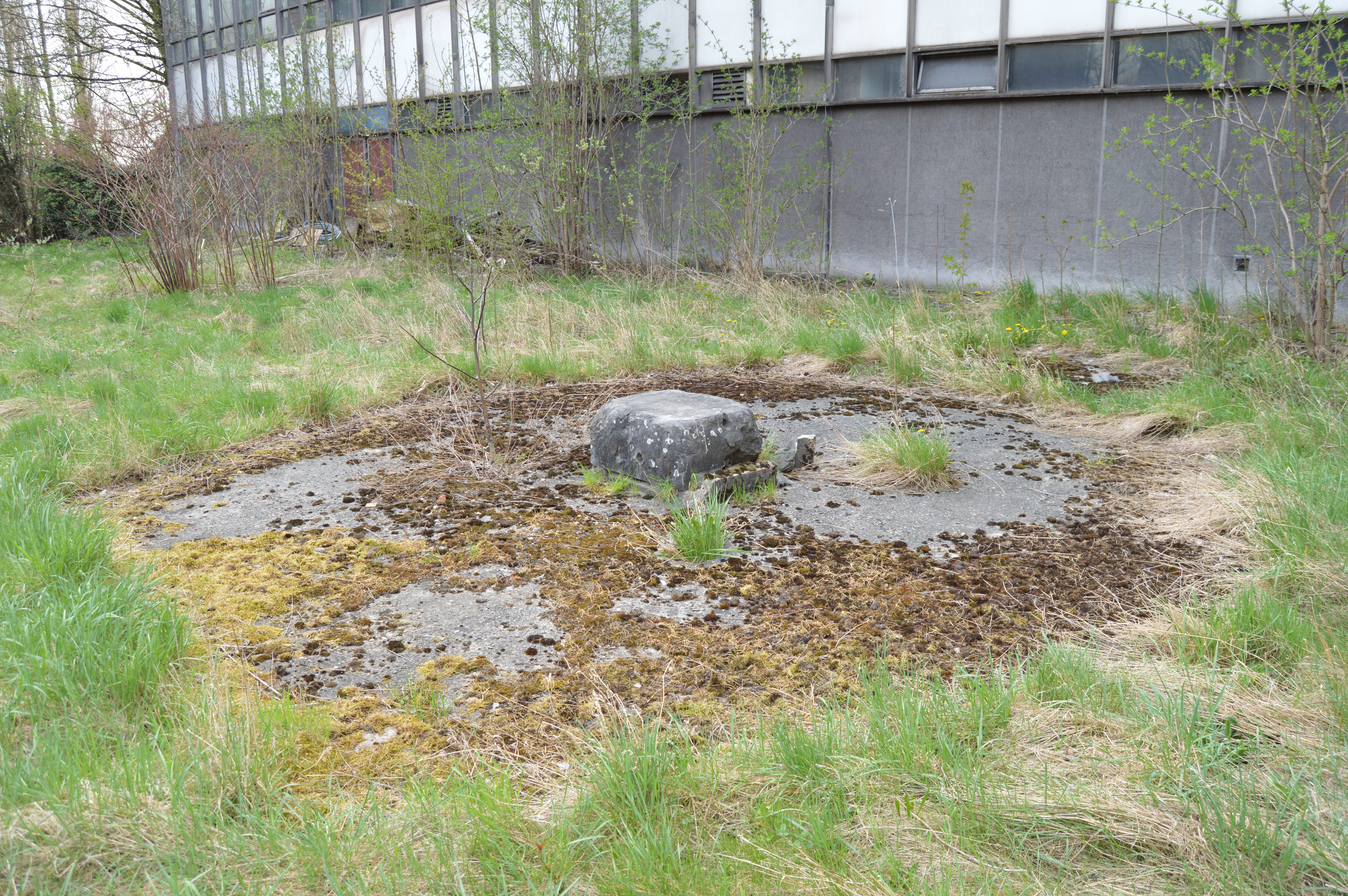
Tombe de l'ancien puits 1 du Bois d'Avroy.

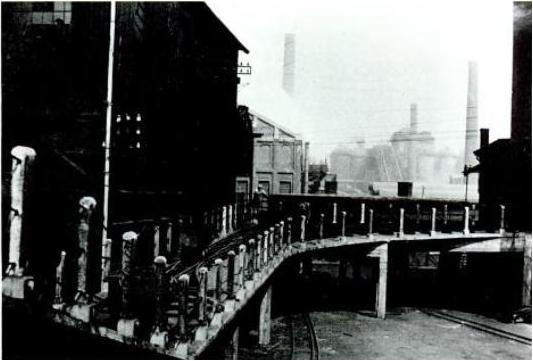
Installationss du charbonnage du Grand Bac en 1927.

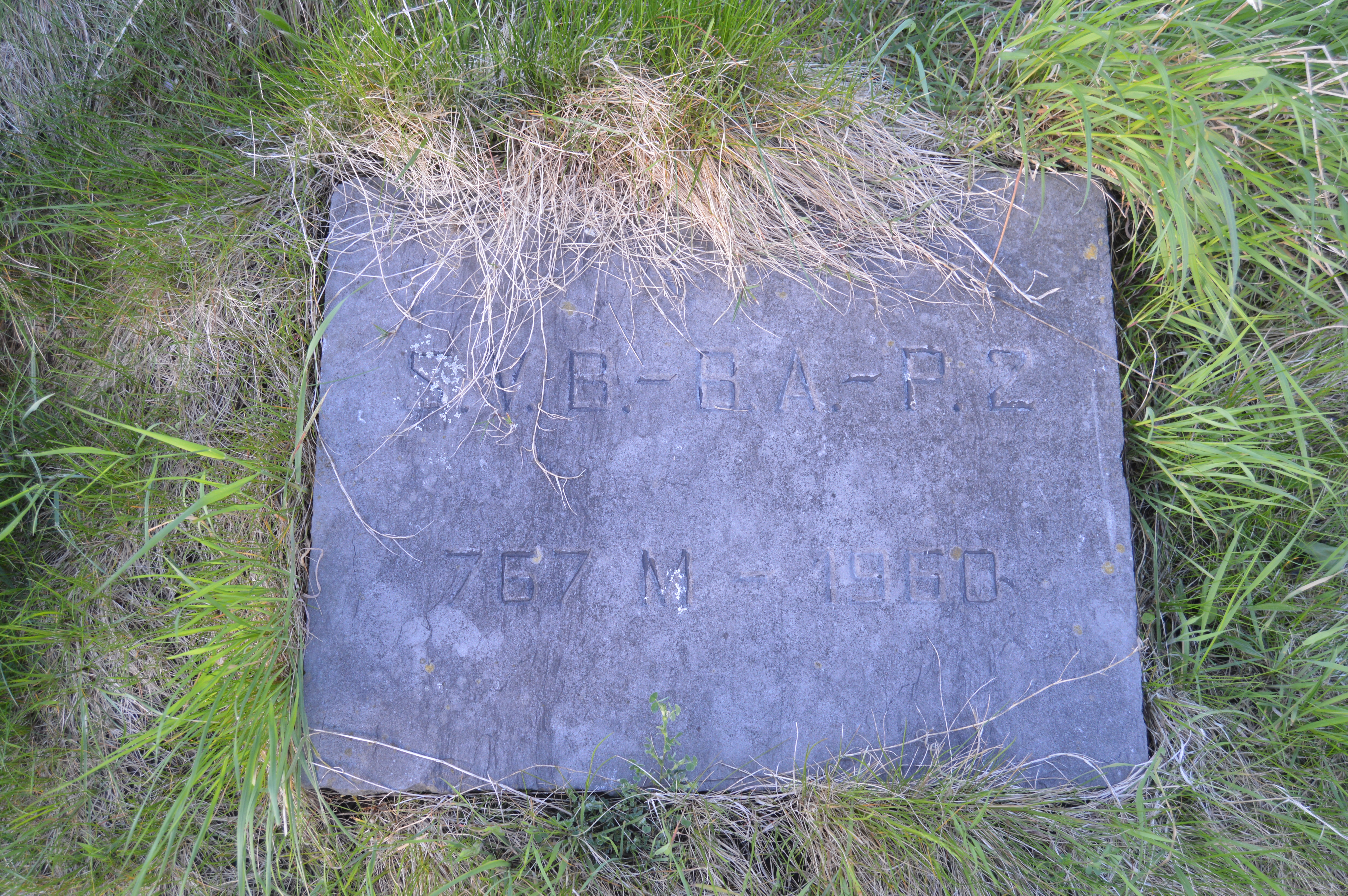
Tombe de l'ancien puits 2 du Bois d'Avroy.

La Société anonyme des Charbonnages du Bois d'Avroy est une ancienne société charbonnière de la région de Liège, dont la concession se situait sur les territoires des anciennes communes de Tilleur, Liège, Sclessin et Angleur, dorénavant Saint-Nicolas et Liège, dans la vallée de la Meuse et sous les collines de Cointe et du Sart-Tilman,.
La concession se trouvait à l'est de la concession de la Société anonyme des Charbonnages de Gosson-Kessales et au nord de celle de la Société anonyme d'Ougrée-Marihaye. Les sièges de Val Benoit et Grand-bac étaient desservis par la ligne SNCB 125.

## Histoire
La société est issue de la fusion en 1885 de deux plus anciennes sociétés, la Société anonyme du Charbonnage de Sclessin et la Société anonyme des Charbonnages du Val-Benoît.

### Société anonyme du Charbonnage deSclessin
Diverses personnalités actives dans l'économie liégeoise à l'époque, dont John Cockerill, s'associèrent pour solliciter en 1827 une concession sur le territoire de Sclessin. Celle-ci leur fut accordée en 1830. Mais ils souhaitaient développer davantage d'entreprise, et ils s’associèrent dès 1835 avec la Société de Commerce de Bruxelles pour constituer la Société anonyme du Charbonnage de Sclessin. 
La Société acquit par ailleurs en 1837 la concession de la Batterie, qu'elle n'exploita pas, et qui fut cédée en 1859 pour la constitution de la Société anonyme des Charbonnages de Bonne-Espérance et Batterie.
La Société modifia cependant rapidement ses statuts pour l'exploitation de mines de fer et de hauts fourneaux. En 1837, la Société anonyme des Charbonnages et Hauts Fourneaux de Sclessin était née. La houillère ne constitua dès lors plus que l'une des activités de l'entreprise, et ce jusqu'en 1885, date à laquelle la houillère fut portée au nombre des actifs de la Société anonyme des Charbonnages du Bois d'Avroy.

### Société anonyme des Charbonnages duVal-Benoît
Le Charbonnage du Val-Benoît a été constitué sur base du nouveau régime minier mis en place par l'Empire français en 1810. Cette même année, une concession fut demandée sous le territoire des communes de Liège et Angleur, dorénavant entièrement Liège. Les concessions sollicitées furent accordées à l'époque du royaume uni des Pays-Bas en 1828 et 1830. Mais les principaux actionnaires, dont à leur tête John Cockerill, firent don en 1837 de leurs actifs à la nouvellement constituée Société anonyme des Charbonnages et Hauts Fourneaux de Sclessin. Cette société contrôla dès lors plus de 80 % des actifs du charbonnage, et la Famille Lesoinne ne put que se plaindre de la gestion du charbonnage dont elle était l'actionnaire minoritaire en faveur des intérêts de la Société de Sclessin. 
Deux sièges d'exploitation complémentaires, Grand Bac et Perron, furent lancés en 1847.
La Société abandonna la forme de société civile pour celle de société anonyme en 1856.
Dans un premier temps prospère, la Société accumula les difficultés, dont l’afflux d'eau au Grand Bac, et les déficits à partir de 1879. Elle fut mise liquidation en 1882, brièvement reconstituée en 1883, et finalement reprise en 1887 par la Société anonyme des Charbonnages du Bois d'Avroy.

## Société anonyme des Charbonnages du Bois d'Avroy
Le Charbonnage du Bois d'Avroy est fondé en 1827 par une association d'industriels locaux (dont Rossius, de Laminne, Élias, Cokerill, Rosen), sur un domaine appartenant à la famille de Laminne. La production est acheminée aux environs de la gare des Guillemins par un chemin de fer en plan incliné. 
La Société anonyme des Charbonnages du Bois d'Avroy fut constituée le 20 août 1885 à partir de divers actifs, et principalement des avoirs suivants de la Société anonyme des Charbonnages et Hauts Fourneaux de Sclessin :
- la concession et les installations du Charbonnage de Sclessin, s'étendant sous les communes de Liège, Saint-Nicolas, Tilleur et Ougrée ;
- la propriété du Charbonnage du Bois d'Avroy;
- différentes maisons d'habitation et autres biens immobiliers situés sur le territoire de la concession.

Y seront joints deux plus tard les apports de la Société anonyme des Charbonnages du Val-Benoît en liquidation, ainsi que de banques. 
Le siège du Bois d'Avroy est progressivement dévolu aux seuls personnel et logistique. La production est évacuée par une galerie débouchant Sous-les-Vignes, dans la campagne de Sclessin, à proximité de la ligne de chemin de fer Liège-Namur. Le plan incliné est démantelé en prévision de l'Exposition universelle de 1905. Le site lui-même est fermé en 1939.
Les sièges du Grand Bac et du Perron cesseront toute activité le 31 décembre 1949. La Société abandonnera ses activités avec la fermeture du siège  du Val-Benoît le 19 juin 1959.

## De nos jours

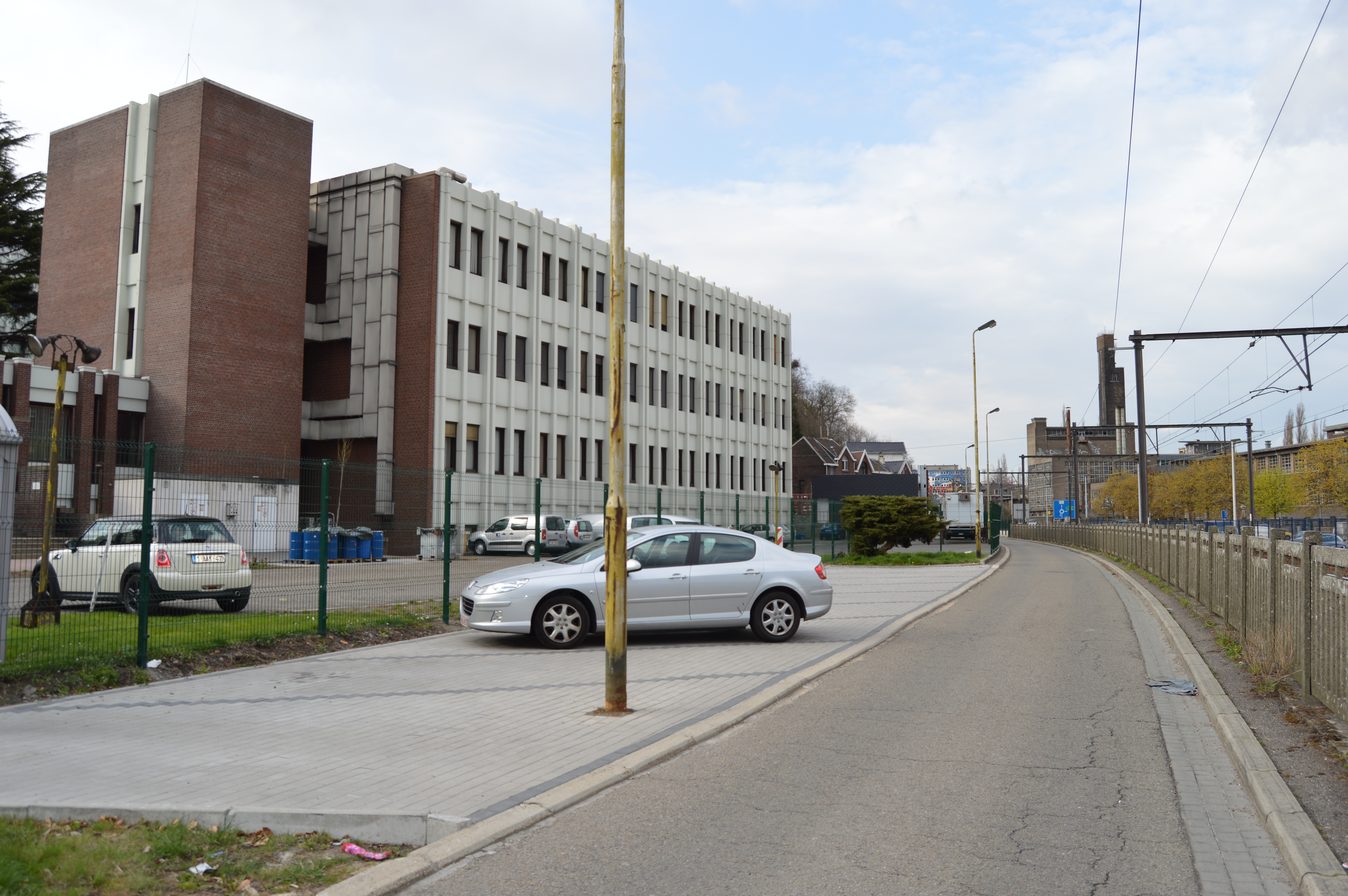
Les bâtiments de l'ISSeP à gauche. Au milieu le chemin de fer Liège-Namur, et à droite le campus du Val-Benoît.

Le siège du Bois d'Avroy est actuellement désaffecté. Il a longtemps été occupé par un centre de formation professionnelle du Forem, dont une partie des bâtiments date de l'exploitation du charbonnage. Deux bornes sont toujours visibles sur le site.
Le site est en voie de rénovation, et une école d’enseignement secondaire devrait prochainement y être inaugurée.
Le site du Val-Benoît est désormais le siège de l'antenne liégeoise de l'Institut scientifique de Service public (ISSeP). Celui-ci fut auparavant l'Institut national des industries extractives (INIEX) jusque 1990. Les bâtiments datent de 1963-1964. Les tombes des puits du charbonnage peuvent toujours être observées, ainsi que quelques dépendances en ruine à flanc de colline. 
Le site du Perron a été entièrement démantelé, et a été réoccupé par diverses entreprises. Le proche terril fait face au stade Maurice Dufrasne du Standard de Liège.
Le site du Grand Bac a également disparu. Il est occupé par la partie sud-orientale de l'usine de laminage à froid d'Arcelor-Mittal de Tilleur ("FerBlaTil").
La colline de Cointe notamment reste truffée de puits et galeries de mine. Un effondrement notoire s'est produit au 75 de la rue des Hirondelles en 1914. En 1988, lors du creusement du tunnel de Cointe, un effondrement se produit dans le jardin du numéro 20 de la même rue. Quelque 100 m3 de béton durent être coulés pour combler ce puits d'une soixantaine de mètres de profondeur.

## Géolocalisation approximative des anciens sites d'exploitation[1]
- Siège social : 50° 37′ 25″ N, 5° 33′ 09″ E
  - Bois d'Avroy (puits 1) : 50° 37′ 25″ N, 5° 33′ 09″ E
  - Bois d'Avroy (puits 2) : 50° 37′ 26″ N, 5° 33′ 10″ E
  - Grand Bac : 50° 36′ 44″ N, 5° 32′ 00″ E
  - Perron : 50° 36′ 38″ N, 5° 32′ 49″ E
  - Val-Benoit (puits 1) : 50° 36′ 50″ N, 5° 34′ 17″ E
  - Val-Benoit (puits 2) : 50° 36′ 50″ N, 5° 34′ 17″ E

## Terrils[5],[6]
- Perron ouest - 50° 36′ 47″ N, 5° 32′ 38″ E - (aménagé)
- Perron est - 50° 36′ 44″ N, 5° 32′ 55″ E - (disparu)
- Horloz 3a - 50° 37′ 01″ N, 5° 32′ 26″ E - (aménagé)
- Horloz 3b - 50° 37′ 08″ N, 5° 32′ 01″ E - (disparu)

## Sources
- André De Bruyn, Anciennes Houillères de la région liégeoise, Liège, Dricot, 1988, 208 p. (ISBN 2-87095-058-6)
- Claude Warzée, Liège autrefois, les quartiers et leur histoire, Cointe : Haut-Laveu : Saint-Gilles : Burenville, Liège, Noir Dessin Production, 2013, 200 p. (ISBN 978-2-87351-269-9, lire en ligne)
- Claude Gaier, Huit siècles de houillerie liégeoise, histoire des hommes et du charbon à Liège, Liège, Editions du Perron, 1988 (ISBN 2-87114-031-6)
- Le Bois d'Avroy (Cointe, Haut Laveu)